# Albert Guillem Hauf i Valls
Albert Guillem Hauf i Valls (Sóller, Mallorca, 1938) és un filòleg, historiador de la literatura i crític literari mallorquí. És un destacat especialista en literatura medieval catalana i provençal. Eiximenista.
El 1968 fou cap del departament d'estudis hispànics a la Universitat de Cardiff, on fou nomenat emeritus professor (1989). Catedràtic a la Universitat de València, des del 1987, és membre fundador de l'Associació Internacional de Llengua i Literatura Catalanes (de la qual ha estat membre de la junta rectora i president), de la Junta directiva de l'Anglo-Catalan Society (1973-78) i de l'IEC. Ha estat acadèmic de l'Acadèmia Valenciana de la Llengua entre 2013 i l'any 2021.

## Biografia
Des de 1992 ha dirigit diferents projectes d'investigació finançats pel Ministeri de Cultura espanyol i per la Conselleria de Cultura valenciana, en particular sobre la literatura del Segle d'Or valencià. Ha organitzat diversos congressos i trobades acadèmiques: L'ambient cultural a la València de la segona meitat del segle XV, Tirant lo Blanc i els seus traductors, Tirant lo Blanc, Jaume I, Ausiàs Marc, Lectures d'Ausiàs Marc, Francesc Eiximenis, Joan Roís de Corella, La historiografia medieval, etc.

## Obra
A més dels articles periodístics i de divulgació, ha participat en programes de ràdio i de televisió, i ha col·laborat amb Martí de Riquer i Mario Vargas Llosa en un documental sobre el Tirant.
És autor d'uns dos-cents treballs d'investigació, en bona part llistats en ELL, 4 (1998), 261-271. Destaquen els següents treballs: 
- Edició del Speculum Humanae Salvationis, amb estudis i comentaris de Teresa Pérez Higuera y Albert Hauf i Valls, Madrid, Edilán, 2000, 2 vols.
- La Vita Christi de Sor Isabel de Villena, Barcelona, Ed. 62, 1995.
- Speculum Animae, atribuït a Sor Isabel de Villena, Madrid, Edilán, 1993, 2 vols.
- D'Eiximenis a Sor Isabel de Villena. Aportació a l'estudi de la nostra cultura medieval, Biblioteca Sanchis Guarner, 19, València-Barcelona, 1990 (Premi Serra d'Or de la Crítica, 1991).
- Edició del Tirant lo Blanch, 2 vols., València, Generalitat Valenciana, 1990 i 1992.
- La Flor de les Istòries d'Orient, Barcelona, 1989 (Premi Massó i Torrent 1990 de l'IEC, al millor treball de tema medieval).
- Quarantena de Contemplació de Joan Eixemeno, Abadia de Montserrat, 1986.
- Contemplació de la Passió, Barcelona, 1983.
- Lo Crestià de Fra Francesc Eiximenis, Barcelona, Ed. 62, 1983 (MOLC, 98).
- El Ars Praedicandi de Fr. Alfonso d'Alprao, Roma, 1979.
- Estudis introductoris a José Pou, Visionarios, beguinos y fraticelos, Alicante, 1996, 9-112; i a Joan Fuster, Misògins i enamorat, Alzira, 1995.
- 25 articles sobre historiografia medieval publicats en el Grundriss der Romanischen Literaturen des Mittlealters, XI/2, Heidelberg, 1993.
- Entre les seues traduccions de l'alemany, anglés i francés, destaca la versió castellana d'Arthur Terry, Catalan Literature: Literatura Catalana, Barcelona-Caracas. México, 1977 i 1983, dotada d'una bibliografia addicional.